# Oenanthe lachenalii

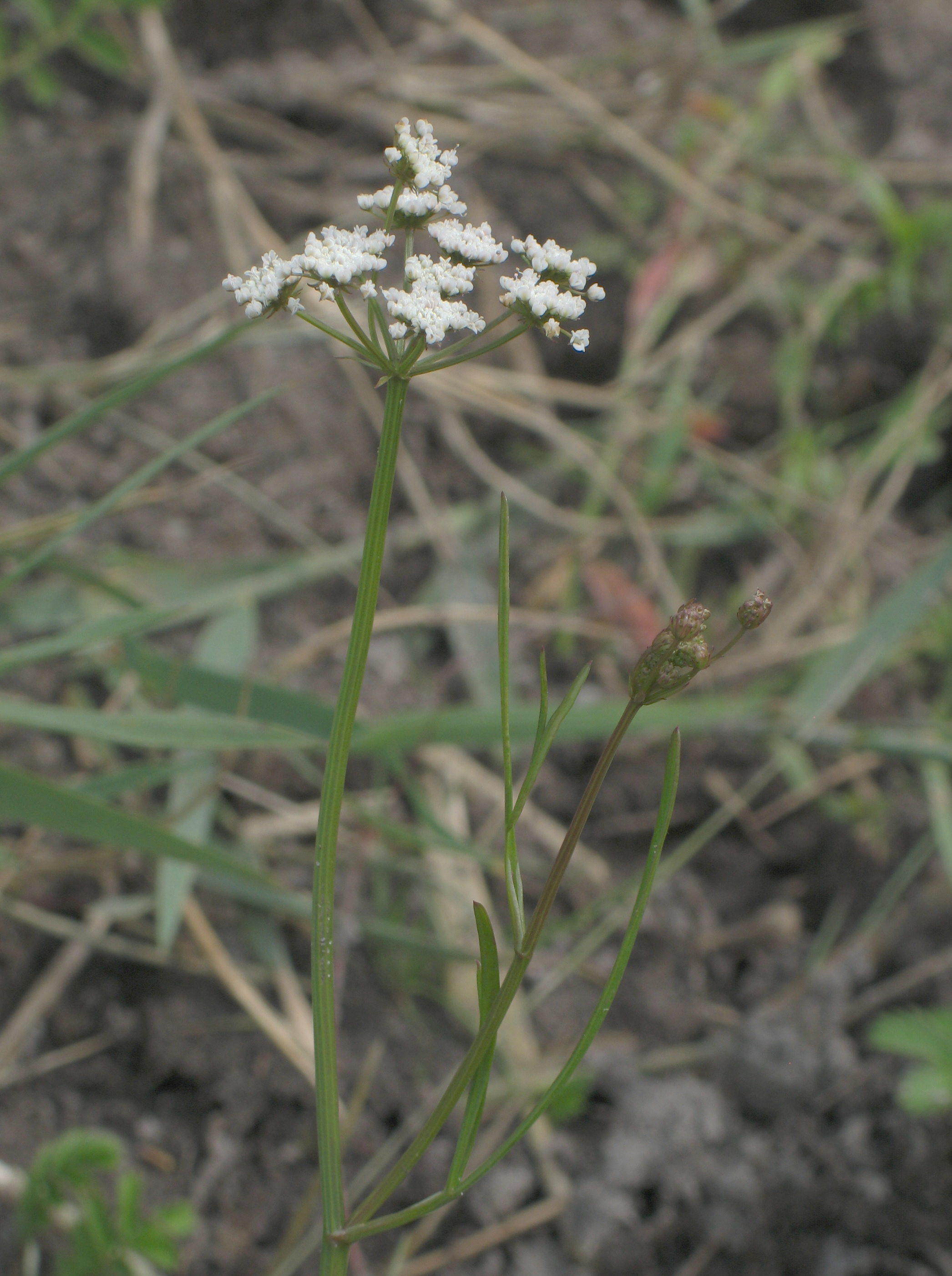
Oenanthe lachenalii

Oenanthe lachenalii é uma espécie de planta com flor pertencente à família Apiaceae. 
A autoridade científica da espécie é C.C.Gmel., tendo sido publicada em Fl. Bad. i. 678.
O seu nome comum é bruco-de-salvaterra.

## Portugal
Trata-se de uma espécie presente no território português, nomeadamente em Portugal Continental.
Em termos de naturalidade é nativa da região atrás indicada.

## Protecção
Não se encontra protegida por legislação portuguesa ou da Comunidade Europeia.